# John Dall
John Dall (* 26. Mai 1920 in New York; † 15. Januar 1971 in Hollywood; eigentlich John Jenner Thompson) war ein US-amerikanischer Schauspieler.

## Leben
John Dall wurde 1920 als John Jenner Thompson in New York geboren. Er besuchte die Panama Grade School und die Horace Mann High School in seiner Heimatstadt. Seine Schauspielausbildung absolvierte er an der Theodore Irvine School und dem Pasadena Playhouse, ehe er ab 1941 erste kleinere Rollen am New Yorker Broadway übernahm. Seine erste Hauptrolle folgte 1944 mit dem Part des William Seawright in der romantischen Komödie Dear Ruth, die von der Korrespondenz zwischen einem Soldaten und einer Jugendlichen handelt, die in den Liebesbriefen heimlich den Namen ihrer Schwester (gespielt von Virginia Gilmore) angibt. Dem Stück war unter der Regie von Moss Hart Erfolg beim Publikum beschieden und brachte es von 1944 bis 1946 am Henry Miller’s Theatre auf annähernd siebenhundert Aufführungen. Hollywood wurde daraufhin auf den feinfühligen Schauspieler aufmerksam, und er erhielt 1946 eine tragende Nebenrolle in Irving Rappers Drama Das grüne Korn. Die Verfilmung eines Theaterstücks von Emlyn Williams spielt vor dem Hintergrund einer Bergarbeitersiedlung in Wales um 1895, in der eine idealistische, ältliche Lehrerin (gespielt von Bette Davis) das Potential eines jungen Bergarbeiters erkennt und ihm das Studium in Oxford ermöglicht. Obwohl Kritiker Rappers Film als zu theatralisch inszeniert bewerteten, erhielt Dall für die Rolle des zu akademischen Ehren findenden Morgan Evans 1946 eine Nominierung für den Oscar als bester Nebendarsteller, der dann aber an James Dunn für seine Rolle in Ein Baum wächst in Brooklyn verliehen wurde.
Der Erfolg seiner ersten Filmrolle brachte Dall weitere Engagements in Hollywood ein, vorwiegend in Dramen. 1947 erhielt er die männliche Hauptrolle in Irving Pichels Musical und Deanna-Durbin-Starvehikel Something in the Wind. Ein Jahr später war er mit einer Nebenrolle in der Lillian-Hellman-Verfilmung Aus dem Dunkel des Waldes neben Fredric March vertreten, für die er von New York Times eine lobende Erwähnung erhielt. Einem breiten Publikum wurde Dall im selben Jahr als Co-Star von Farley Granger in Alfred Hitchcocks Cocktail für eine Leiche bekannt. Granger und er spielten die Rollen zweier Studenten, die die philosophischen Thesen ihres Lehrers in die Tat umsetzen und einen Kommilitonen töten. Durch eine bei beiden stillschweigend angedeutete, gleichgeschlechtliche Beziehung verbunden, planen sie, auf diese Weise das perfekte Verbrechen zu inszenieren und ihre Überlegenheit zu beweisen. Die Kritik lobte Dall für seine aggressive Spielweise, mit der er den egozentrischen Brandon Shaw, der sich ein Duell mit James Stewart liefert, höchst verächtlich gestaltete.
Auf Cocktail für eine Leiche folgte 1950 die Low-Budget-Produktion Gefährliche Leidenschaft, die heute seine beiden bekanntesten Filme sind. In dem düster inszenierten Gangsterdrama von Joseph H. Lewis ist Dall als junger Mann mit einer psychopathischen Leidenschaft für Schusswaffen zu sehen, der sich gemeinsam mit seiner Ehefrau (Peggy Cummins) in kriminelle Gewalttaten wie Mord und Banküberfallen à la Bonnie und Clyde verwickelt. Im selben Jahr mimte er den Bruder von Lee J. Cobb in Felix E. Feists Film noir The Man Who Cheated Himself, bevor seine Filmkarriere in den frühen 1950er Jahren abrupt zum Stillstand kam. In der Folge war Dall auf Fernsehauftritte in bekannteren Serien wie Studio One (1952), General Electric Theater (1958) oder Schlitz Playhouse of Stars (1959) abonniert. Auch seine Rückkehr an den Broadway mit der Farce Champagne Complex (1955) neben Polly Bergen war nicht von Erfolg gekrönt. Erst Anfang der 1960er Jahre folgten kleine Charakterrollen in Stanley Kubricks Spartacus (1960) und in George Pals Fantasyfilm Atlantis, der verlorene Kontinent (1961), seine letzten Auftritte in Kinofilmen. Den letzten Fernsehauftritt absolvierte Dall 1965 mit einer Gastrolle in der Serie Perry Mason.
1971 erlag er in Hollywood im Alter von 50 Jahren einem Herzinfarkt. Seinen Leichnam vermachte er der Wissenschaft.

## Filmografie
- 1945: Das grüne Korn (The Corn Is Green)
- 1947: Something in the Wind
- 1948: Aus dem Dunkel des Waldes (Another Part of the Forest)
- 1948: Cocktail für eine Leiche (Rope)
- 1949: The Chevrolet Tele-Theatre (Fernsehserie, eine Folge)
- 1950: Gefährliche Leidenschaft (Gun Crazy)
- 1950: The Man Who Cheated Himself
- 1951: Lights Out (Fernsehserie, eine Folge)
- 1951: The Clock (Fernsehserie, eine Folge)
- 1952: Studio One (Fernsehserie, eine Folge)
- 1952/1953: Broadway Television Theatre (Fernsehserie, zwei Folgen)
- 1952/1954: Suspense (Fernsehserie, zwei Folgen)
- 1958: General Electric Theater (Fernsehserie, eine Folge)
- 1959: Schlitz Playhouse of Stars (Fernsehserie, eine Folge)
- 1960: Spartacus
- 1961: Atlantis, der verlorene Kontinent (Atlantis, the Lost Continent)
- 1962–1965: Perry Mason (Fernsehserie, vier Folgen)

## Theaterstücke (Auswahl)
- 1944: Dear Ruth
- 1948: Red Gloaves
- 1950: The Heiress (Revival)
- 1955: Champagne Complex

## Auszeichnungen
- 1946: Oscar-Nominierung für Das grüne Korn (Bester Nebendarsteller)